# Super Mario 3D World
Super Mario 3D World (スーパーマリオ3Dワールド, Sūpā Mario Surī Dī Wārudo) est un jeu vidéo de plates-formes développé et édité par Nintendo. Dévoilé lors de l'E3 2013, le jeu est sorti en novembre 2013 sur Wii U. Le jeu est ressorti le 30 septembre 2016 dans la collection Nintendo Selects en Europe. Le jeu suit Mario et ses amis, qui tentent de sauver des créatures féeriques capturées par Bowser.
Un portage intitulé Super Mario 3D World + Bowser’s Fury est sorti le 12 février 2021 sur Nintendo Switch.

## Scénario du jeu
Alors qu'un soir de fête, Mario, Luigi, Peach et Toad regardent le ciel étoilé, Toad voit sur le chemin un tuyau transparent. Mario et Luigi décident de le réparer, et en sort alors une multitude d'objets magiques et une mystérieuse petite princesse verte nommée la princesse Libella. Cette dernière explique aux héros que Bowser a capturé d'autres princesses Libellas, mais un tremblement de terre se fait soudain ressentir et Bowser surgit du tuyau et avant que Mario et ses amis ne puissent réagir, il capture la princesse Libella et l'enferme dans un bocal. Peach affolée, se précipite vers le tuyau et trébuche malencontreusement dedans. Les héros la poursuivent donc en sautant dans le tuyau qui les mène dans le royaume des Libellas.

## Système de jeu

### Généralités
Le jeu reprend un système de jeu similaire à Super Mario 3D Land. Comme dans les jeux en 2D, le but est de traverser un niveau jusqu'au drapeau final dans un temps imparti, tout en pouvant déplacer Mario dans un monde en 3D, la caméra ne pouvant cependant pas pivoter à 360°. La caméra se déplace par paliers et non de façon continue. Des rampes d'accélération font leur apparition, permettant aux personnages d'être propulsés en avant avec une vitesse beaucoup plus élevée, ainsi que les tuyaux transparents qui permettent des déplacements rapides à la fois au sein des niveaux et dans la sélection des niveaux.
À l'instar de Super Mario Bros. 2, Mario, Luigi, la Princesse Peach et Toad sont jouables et chacun possède une capacité qui lui est propre. Harmonie peut également être débloquée en progressant dans le jeu. Mario est polyvalent, Luigi peut sauter plus haut et plus loin. La Princesse Peach peut planer dans les airs, et Toad court plus vite que les autres personnages. Harmonie est quelque peu légère mais conserve surtout les mêmes mouvements que Mario dans les jeux Super Mario Galaxy. Le joueur peut choisir n'importe lequel de ces cinq personnages avant de commencer un niveau, et jusqu'à quatre joueurs peuvent explorer le même niveau simultanément. Cet épisode est le premier de la série à proposer un mode multijoueur allant jusqu'à quatre joueurs dans un monde en 3D. Ce multijoueur est jouable uniquement en local et propose un classement entre les joueurs malgré l'aspect coopératif. Contrairement au mode solo où la caméra peut être modifiée, le multijoueur a une caméra fixe afin de pouvoir suivre tous les personnages. Les joueurs peuvent également se porter et se lancer les uns les autres.
Le jeu contient aussi plusieurs objets traditionnels des jeux Super Mario, comme le Super champignon, la Fleur de Feu et la Super Étoile, mais aussi la Super Feuille, et également une nouvelle transformation, le Costume de Chat, qui requiert une Super Clochette pour qu'il se transforme. Sous cette forme, le personnage, quand il ne bouge pas, se tient assis comme un chat, et quand il se déplace, court à quatre pattes. Sous sa forme de chat, le personnage est capable de grimper aux murs pendant un temps limité et peut attaquer ses ennemis avec ses griffes et sa queue.
La Fleur Boomerang et le Méga Champignon sont de retour ainsi qu'un nouvel objet, la Double Cerise, faisant apparaître un double du personnage qui le ramasse et la Boîte Canon permettant de tirer des boulets. Un masque Goomba permet de se fondre parmi les Goombas ennemis.
Comme dans Super Mario 3D Land et New Super Mario Bros. 2, des chronomètres peuvent être dispersés dans certains stages pour gagner du temps supplémentaire allant des chronomètres bleus donnant 10 secondes aux chronomètres verts donnant 100 secondes. Les Médailles Étoiles sont remplacées par des Étoiles Vertes et il y en a trois dans chaque niveau. Il y a aussi un sceau à chaque stage à récupérer (excepté au monde Champignon et Fleur), les sceaux étant utilisés pour Miiverse. Étant sorti durant l'année de Luigi, des Luigi en pixels peuvent être aperçus à certains endroits ou par surprise. Le jeu original Luigi Bros. est également disponible après avoir visionné le générique.

## Développement

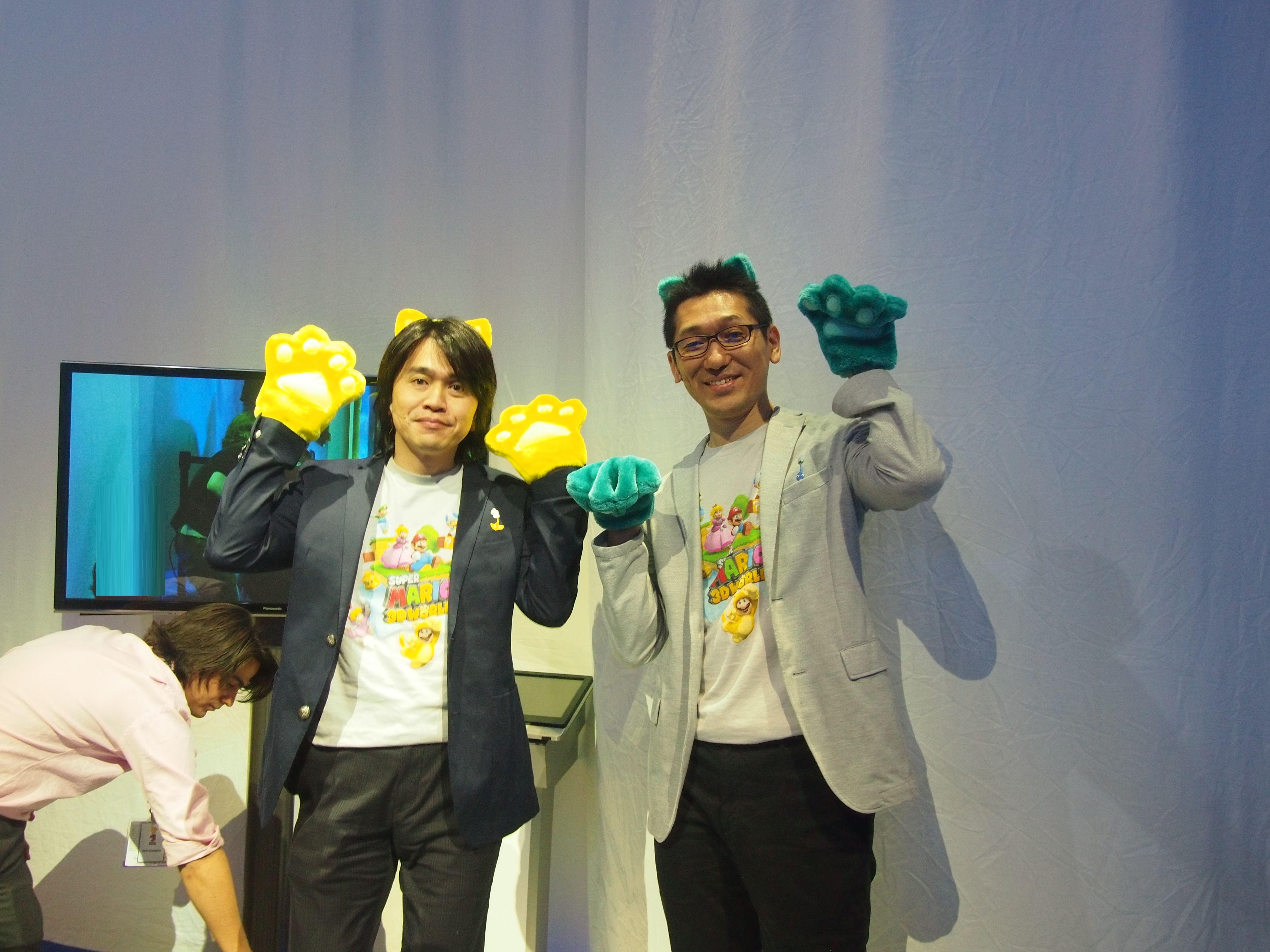
Yoshiaki Koizumi (producteur, à gauche) et Koichi Hayashida (co-réalisateur) venus présenter Super Mario 3D World à l'E3 2013.

En juillet 2011, Yoshiaki Koizumi, réalisateur des jeux Super Mario Galaxy, a déclaré que le jeu était déjà en développement. En novembre 2012, Nintendo annonce dans une interview accordée à IGN que le jeu sera bientôt dévoilé. En janvier 2013, Nintendo déclare que le jeu sera présenté lors de l'E3 2013. Le jeu a été présenté lors du Nintendo Direct de juin 2013 consacré à l'E3 pour une sortie en décembre 2013. Selon le concepteur Yoshiaki Koizumi et le co-réalisateur Koichi Hayashida, le choix de faire un jeu proche de Super Mario 3D Land vient de l'intégration d'un mode multijoueur à quatre en local,.
Lors du Nintendo Direct du 1er octobre 2013, Satoru Iwata a annoncé que le jeu sortirait le 22 novembre 2013 en Amérique du Nord et le 29 novembre 2013 en Europe.

## Accueil

### Critique
Super Mario 3D World est acclamé par la critique. Il obtient des scores de 92,77 % et 93/100 chez les agrégateurs de critiques GameRankings et Metacritic, respectivement. Il remporte également de nombreux prix médiatiques, notamment le Game of the Year (GOTY) d'Eurogamer, Digital Spy et MSN UK.
Famitsu donne au jeu un score de 38/40. Jose Otero d'IGN décerne à 3D World la note de 9,6/10, louant « l'énergie juvénile » de la direction artistique, les risques pris par le level design, le « défi exaspérant » que constituent les derniers mondes ainsi que le mode coopératif « drôle et mémorable ». Il déclare : « Je savoure le brio avec lequel Nintendo a su apporter à chaque monde une énergie folle et des trésors de gameplay. » Otero relève seulement quelques problèmes de caméra en mode multijoueur à quatre joueurs. GameTrailers donne au jeu un score de 9,5/10, louant son gameplay et sa présentation, tout en critiquant les problèmes de caméra et certaines options de contrôle étranges. GamesRadar donne au jeu un score de 4,5/5, louant le mode multijoueur amélioré et certains moments si brillants qu'ils peuvent rendre certains autres niveaux ennuyeux en comparaison.
Après avoir essayé la version démo jouable à l'E3 2013, le site Jeuxvideo.com déclare que le jeu sera un bon jeu de plates-formes entre Super Mario 3D Land et la série New Super Mario Bros. et que le plaisir est présent, mais qu'il n'y a pas suffisamment de nouveautés concernant le système de jeu pour le moment. Durant leurs tests, ils ont souligné le fait que le jeu a des petits problèmes de caméras, notamment à plusieurs, et de perspectives.

### Ventes
Au 31 mars 2014, le jeu s'est écoulé à 2,17 millions d'exemplaires, représentant la troisième meilleure vente de jeu Wii U. Au 31 mars 2015, les ventes s'élèvent à 4,10 millions d'exemplaires. Le 31 mars 2019, Nintendo annonce avoir vendu 5,82 millions d'exemplaires du jeu vidéo, ce qui en fait le deuxième jeu le plus vendu sur la console après Mario Kart 8 .

## Postérité
Lors de l'E3 2014, Nintendo présente le jeu Captain Toad: Treasure Tracker, un spin-off qui sert de préquelle, basé sur les niveaux bonus Les Aventures du Capitaine Toad disponibles dans le jeu. Le jeu ressortira également sur la Nintendo Switch ainsi que la Nintendo 3DS en 2018.
Dans les jeux Mario Kart 8 et Mario Kart 8 Deluxe, Peach Chat, qui est une transformation de Peach grâce à la Super Clochette, fait partie des personnages jouables.
En 2014, Nintendo lance une série de vidéos appelées Le show de Mario chat. Présentées par des marionnettes représentant Mario chat et Peach chat, les vidéos sont entièrement doublées et s'adressent à un jeune public, donnant des astuces ou encore des anecdotes concernant des jeux ayant été publiés sur la Wii U ainsi que la 3DS,.
Dans le jeu Super Smash Bros. Ultimate, Peach chat apparait en tant qu'esprit primaire à débloquer, de même que Plessie et les Libellas qui font également une apparition en tant qu'esprits de soutien.
Le jeu Super Mario Maker contient les costumes Mario chat et Peach chat pour Mario. Super Mario Maker 2 contient des éléments et des mécaniques issus du jeu.

### Bowser's Fury

#### Synopsis
Par une magnifique matinée, Mario va se promener aux alentours du château de Peach, quand il aperçoit une petite tache d'une étrange matière noire sur le sol, puis une autre, et ainsi de suite... avant de comprendre qu'elles forment un chemin. Il atteint un graffiti avec la signature d'Antimario, qui se transforme en un trou, dans lequel tombe Mario. Il atterrit dans le Lac Saudechat et se retrouve en confrontation directe avec un Bowser géant et enragé dont la colère est si grande que tous les habitants du lac sont sous son emprise. Il décide alors de faire équipe avec Bowser Jr. pour que tout rentre dans l'ordre...

#### Système de jeu
Bowser's Fury reprend les grandes lignes du système de jeu de Super Mario 3D World, avec quelques différences que voici : 
- Le jeu s'étend sur une grande zone ouverte, le lac Saudechat, dans laquelle sont dispersés cent Astres félins que Mario doit récupérer.
- Bowser surgit périodiquement pour attaquer le joueur et retourne dans les profondeurs du lac au bout d'un certain temps ou si Mario ramasse un Astre félin (il y a cependant des exceptions).
- Il n'est possible de jouer qu'à deux maximum (Mario et Bowser Jr.) ; la caméra peut tourner à 360° mais ne suit que Mario.
- Si Mario a réuni suffisamment d'Astres félins, il peut choisir de combattre Bowser en ramassant une Giga cloche afin de se transformer en Giga Mario chat.